# Czeriepanicha (rejon wołogodzki)
Czeriepanicha (ros. Черепаниха) – wieś w Rosji, w rejonie wołogodzkim obwodu wołogodzkiego. W 2021 r. była niezamieszkana.